# 甲府リバーサイドタウン
甲府リバーサイドタウン（こうふリバーサイドタウン）は、山梨県中央市にある富士観光開発が造成および分譲をおこなっているニュータウンである。

## 概要
甲府リバーサイドタウンは甲府市の南側、釜無川（富士川上流）の東側に位置しており、周辺には国母工業団地や釜無工業団地など山梨県の産業の中枢があり、また山梨大学医学部附属病院をはじめ市立小中学校や運動公園などの各公共施設も多く点在する。開発総面積は72万平方メートルと上野原市にあるコモアしおつには若干及ばないものの、住宅地に特化したコモアしおつに対し甲府リバーサイドタウンは隣接する山梨県流通センターなど各種施設が多く揃っているため、総合的に見れば県内最大規模のニュータウンといえる。
総開発面積709,000㎡、開発分譲地内各所には公園が点在しており、分譲地内に居住する子育て家族に配慮した設計を行っている。分譲地内には人口の小川を整備し、川沿いに遊歩道があり南端にある田富北小学校までの通学を可能とする通学路が使用されている。近年開発中、中央新幹線（通称：リニア新幹線）の通過線路があるといわれていたが、住宅地にかかる部分は無く、老朽化の懸念があった田富北小学校の校舎一体を通過予定ということで、校舎を旧田富ふるさと公園へ移設し、新校舎を建築中している為、線路用地問題は現在解決している。
元々このあたりには臼井沼（うすいぬま）という沼が存在し、野鳥の飛び交う場所として知られていたが、同時に日本住血吸虫の中間宿主であるミヤイリガイの生息地でもあり、当時の田富町住民は決起集会を開き、住民投票の結果沼を埋め立てることにした。これに対し野鳥保護団体は貴重な野鳥生息地であり、沼を埋め立てなくとも地方病を撲滅することは可能であると反発したが、最終的に山梨県議会にもこの話が挙がり地方病撲滅を最優先とすることで沼は埋め立てられた。
起工から45年以上経過した現在も分譲が行なわれており、最終的には1,780戸・7,000人が居住する予定である。

## 沿革
- 1976年4月‐起工。
- 1976年11月‐第一分譲地竣工、土地分譲開始。
- 1977年9月‐建売住宅分譲開始
- 1982年6月‐昭和バイパス開通。
- 1987年11月‐オギノリバーサイドモール（現・オギノリバーシティショッピングセンター）開業。
- 1998年10月‐アピタ田富店開業。
- 2018年9月‐アピタ田富店閉店。
- 2021年3月-チボリ「山梨中央ギフトセンター」開業。
- 2021年4月-ニトリ田富店閉店→4月流通団地内へ移転。

## 施設

### タウン内
- オギノリバーシティショッピングセンター

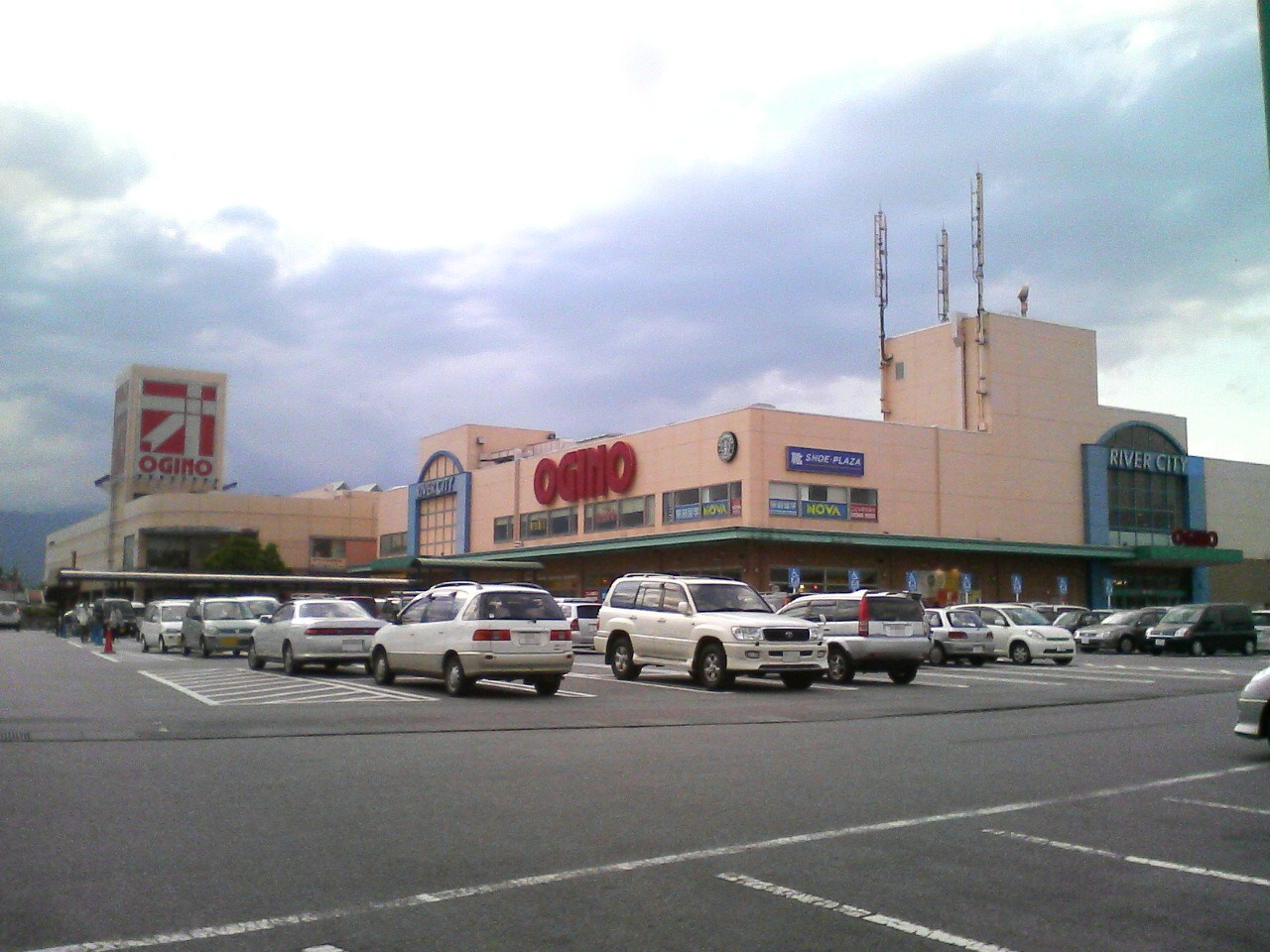
オギノリバーシティSC

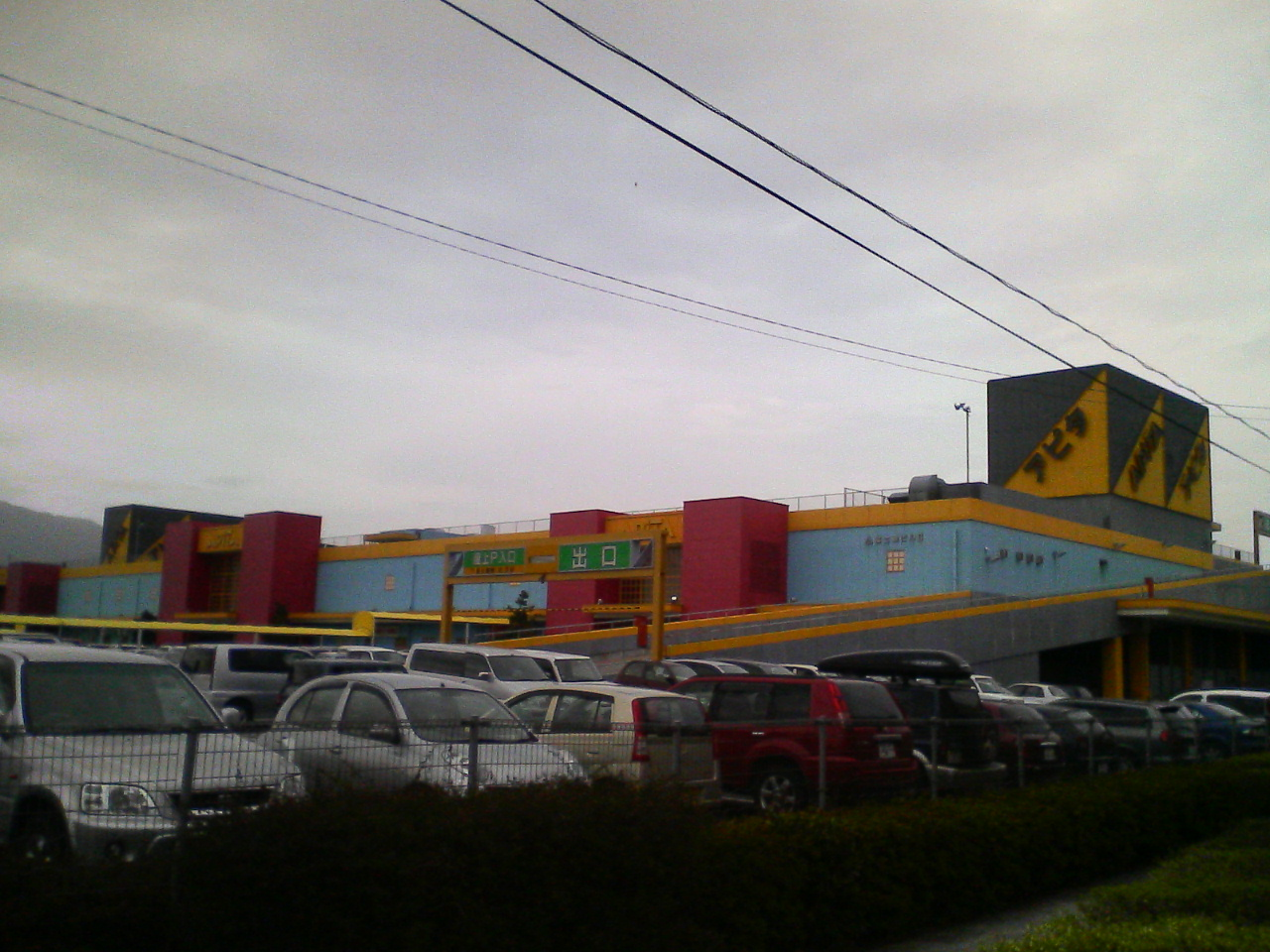
かつてタウン内にあったアピタ田富店

- 旧ニトリ田富店－2015年4月よりアピタ田富店のフロアに入居しており、2018年（平成30年）9月9日にアピタ閉店後も一部フロアで営業を続けていた。2021年4月に移転。
- 田富流通団地郵便局
- 山梨中央銀行流通センター支店
- 中央市立田富北小学校
- 中央市立田富市民プール
- 中央市立田富北保育園

### タウン周辺

#### 主要公共施設
- 中央市役所田富庁舎‐南へ1km
- 中央市立田富中学校‐南東へ1.3km
- 山梨大学医学部附属病院‐東へ2.5km
- 山梨県立甲府昭和高等学校‐北東へ4km
- 山梨県庁舎‐北へ9km

#### 商業施設
- イオンモール甲府昭和
- イオンタウン山梨中央

## 交通アクセス
- 中部横断自動車道南アルプスインターチェンジより車5分。
  - 新山梨環状道路を経由し田富西ランプで降りる。
- 中央自動車道甲府昭和インターチェンジより車10分。
  - 途中、渋滞の名所である国母交差点を通るため時間帯によってはそれ以上かかる。
- 身延線常永駅より徒歩30分。
  - 市内に限れば小井川駅が最寄り駅であるが、常永駅のほうが近い。
- 山梨交通山ノ神入口バス停より徒歩10分。
  - 甲府駅の南口バスターミナルより53系統に乗車。時間帯によっては2時間以上間隔が空くので注意。
- イオンモール甲府昭和より車8分。
- 山梨交通農林高校バス停より徒歩30分。
  - 山ノ神入口バス停と比較して距離はあるが農林高校バス停を通るバスは40・42・44・47・48系統があり、本数も多い。